# Secretaría de la Contraloría General de la Federación
A inicios del sexenio 1982-1988, Miguel de la Madrid, titular del ejecutivo, presentó ante el Congreso de la Unión una serie de propuestas legislativas entre las cuales estaba el decreto de reformas y adiciones a la Ley Orgánica de la Administración Pública Federal. 
El 29 de diciembre de 1982 se aprueba y publica en el Diario Oficial de la Federación dicho decreto dando origen, a partir del 10 de enero de 1983, a la Secretaría de la Contraloría General de la Federación. Más adelante, el 19 de enero de 1983, se publicó en el Diario Oficial de la Federación el Reglamento Interior de la Secretaría de la Contraloría General de la Federación. 
Su creación obedece al propósito del Gobierno Federal de tener un órgano central a través del cual poder instrumentar acciones que regulen el funcionamiento de sistemas sectoriales e institucionales de control, legalidad y responsabilidad en el manejo de recursos en la Administración Pública Federal.

## Funciones
- Normativas, de vigilancia y fiscalización, de evaluación y de control de responsabilidades de los servidores públicos

## Organigrama
- Titular del ramo
- Subsecretaría A
- Subsecretaría B
- Coordinación general de comisarios y delegados en el sector público
- Oficialía mayor
- Unidades subalternas

## Denominaciones anteriores
- (1917 - 1932): Departamento de la Contraloría o Departamento de Contraloría de la Federación (titulares: Luis Montes de Oca y Julio Freyssinier Morin)

## Lista de Secretarios de la Contraloría General de la Federación
- Gobierno de Miguel de la Madrid (1982 - 1988)
  - (1983 - 1987): Francisco Rojas Gutiérrez
  - (1987 - 1988): Ignacio Pichardo Pagaza

- Gobierno de Carlos Salinas de Gortari (1988 - 1994)
  - (1988 - 1994): María Elena Vázquez Nava

## Desaparición
La Ley Orgánica de la Administración Pública Federal vuelve a reformarse mediante decreto, el 28 de diciembre de 1994 y se modifica el nombre de la Secretaría de la Contraloría General de la Federación por Secretaría de Contraloría y Desarrollo Administrativo.